# Compsophorus crassidentatus
Compsophorus crassidentatus là một loài tò vò trong họ Ichneumonidae.